# 시문학파기념관
시문학파기념관은 전라남도 강진군 강진읍에 위치한 기념관이다. 한국의 서정시를 이끈 시문학파 시인들의 문학정신을 계승하고, 20세기 시문학의 산실로 자리매김하기 위한 목적으로 2012년 3월 5일에 개관하였다.

## 시설
- 시설물: 전시실, 20세기 시문학도서관, 세미나실, 학예연구실, 북 카페, 소공원 등

김영랑, 박용철, 정지용, 이하윤, 정인보, 변영로, 김현구, 신석정, 허보 등 아홉 시인의 육필 및 유품, 저서, 1920~50년대 문예지 창간호 30여종, 1920~60년대 희귀도서 500여종 등을 소장하고 있다.

## 같이 보기
- 시문학파
- 김영랑: 시문학파 동인 중 강진 출생이다.